# Bartholomäus Bruyn

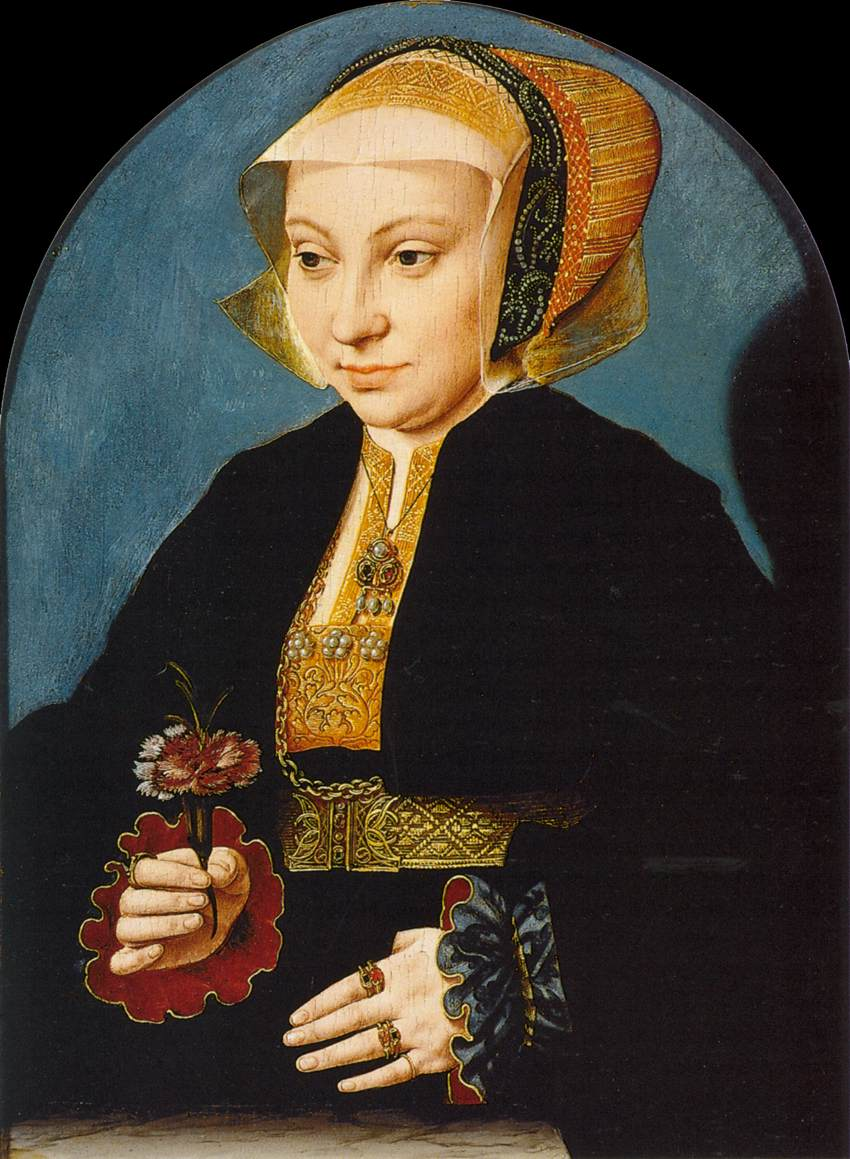
Retrato de una mujer, óleo sobre tabla, 34,9 x 25,5 cm, Madrid, Museo Thyssen-Bornemisza.

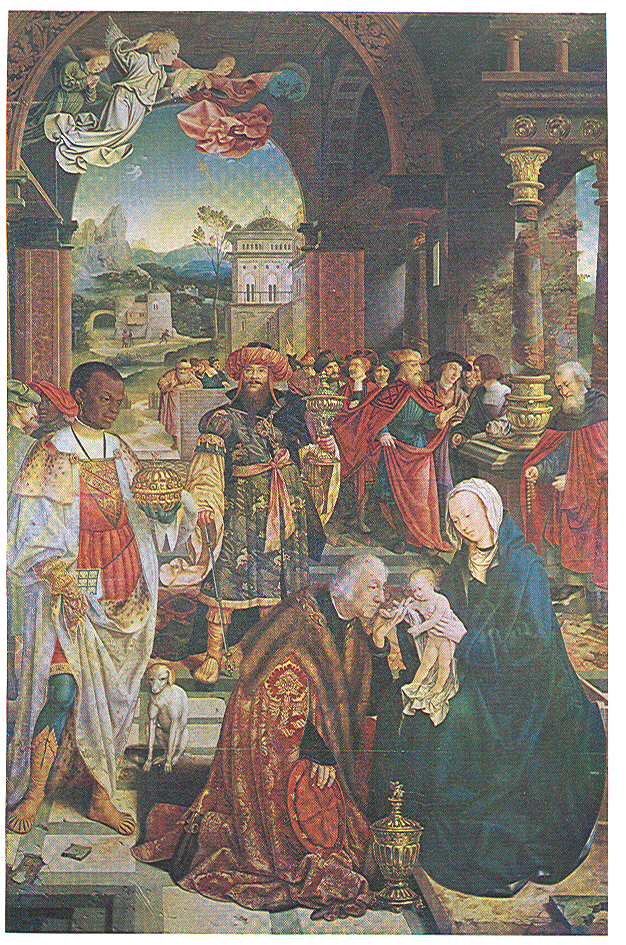
Adoración de los Magos, tabla del altar mayor de la iglesia de San Juan Bautista de Essen.

Bartholomäus Bruyn, también llamado Barthel Bruyn el Viejo (1493-Colonia, 1555) fue un pintor renacentista alemán activo en Colonia, especializado en la pintura de retablos y en los retratos. 

## Biografía y obra
Nacido en Wesel o quizá en Colonia, donde se le encuentra asentado desde 1515, es probable que fuese discípulo y yerno de Jan Joest.  Casado con Agnes en 1515, fue padre de cinco hijos de los que dos, Bartholomäus, llamado el Joven, y Arnold, fueron también pintores. 
En Colonia dirigió un taller próspero y con buena reputación, por la que fue llamado a formar parte del Consejo municipal en 1549 y 1553. Entre 1522 y 1525 se encargó de las pinturas del retablo mayor de la abadía de Essen, actualmente en la iglesia catedral de aquella localidad, y de 1529 a 1534 trabajó en el retablo de la catedral de San Víctor en Xanten. En ellos y en el retablo de San Severino de Colonia, entre otros, es manifiesta la influencia de Jan Joest y de otros maestros de los Países Bajos como Joos van Cleve e incluso la de Jan van Scorel y Maarten van Heemskerck, cuyos grabados podrían explicar la presencia de elementos arquitectónicos italianizantes en algunas de sus escenas religiosas, como las citadas tablas del retablo de Essen o la Adoración del Niño Jesús del Museo Thyssen-Bornemisza. A partir de 1539 el estudio de la obra de Hans Holbein el Joven se superpone a las influencias nórdicas también en los retratos, que forman el núcleo más característico y personal de su obra. Aunque ninguno de los que se le atribuyen está firmado, los retratos de los donantes  en los retablos documentados han permitido asignarle un conjunto numeroso de retratos de medio cuerpo sobre fondos planos y con la atención puesta en los rostros, sobre los que incide la luz, y los menudos detalles decorativos en joyas y vestuario demostrativos de la clase social del efigiado. 